# 기원전 74년

## 연호
- 전한(前漢) 원평(元平) 원년

## 기년
- 전한(前漢) 소제(昭帝) 13년 / 폐제(廢帝) 원년